# Robray Offshore Drilling Company
Robray Offshore Drilling Company was een Singaporese offshoreboormaatschappij die in 1974 werd opgezet door Robin Loh en Ray Williams. In 1986 werd het overgenomen door het Noorse Smedvig.
Robin Loh had al een rederij, een luchtvaartmaatschappij, scheepswerf Robin Shipyard, een IT-bedrijf en andere ondernemingen en zag de hausse in de olieboring na de oliecrisis van 1973 als een goede kans. Ray Williams was regionaal hoofd van Reading & Bates.
Het bedrijf begon met drie heli-rigs, boortorens die vervoerd konden worden met een helicopter in onherbergzame gebieden. Deze werden ingezet op Sumatra, Kalimantan en vooral Westelijk Nieuw-Guinea. In de tussentijd bouwde Robin Shipyard twee boortenders, een concept dat Williams meebracht van Reading & Bates.
De eerste tender, de HP Thrower, ging aan het werk voor Dubai Petroleum, maar had al snel een blow-out waarbij de boortoren verloren ging. Hierop werd de toren van de in aanbouw zijnde Aquarius Star gebruikt, zodat het boren doorgang kon vinden. Een nieuwe boortoren werd gebouwd door een ander bedrijf van Loh, Pyramid Derrick, gelegen naast Robin Shipyard. De HP Thrower ging na voltooiing voor Unocal aan het werk.
Daarnaast werd een platform gebouwd, de P-1. Deze werd geplaatst bij het Tembungo-platform van Esso.
Toen in 1980 de T-3 werd opgeleverd, was Ray Williams met pensioen en had Jack Walters de leiding overgenomen. De T-3 ging voor Unocal aan het werk in Thailand. De T-4 en T-5 volgden elkaar daarna snel op en deze gingen bij Gabon aan het werk voor Elf. Daarmee had Robray een nichemarkt gevormd, waar andere boormaatschappijen zich voornamelijk richtten op jackups, semi's en boorschepen met tenders er slechts bij. Wel was het werkgebied beperkt tot ondiep water in een gunstig klimaat waarbij het werkte via boorputplatforms (wellhead platforms) en was daarmee beperkt tot Zuidoost-Azië, West- en Noord-Afrika en de Arabische Golf.
Unocal vroeg daarna om nog vier tenders te bouwen, maar Walters wilde er slechts twee bouwen. Deze T-6 en T-7 kregen daarmee concurrentie van twee tenders die Great Eastern Drilling liet bouwen. De T-7 zou daarna ruim dertig jaar werken voor slechts een klant, Unocal en na de overname Chevron. In 1991 werden de eerste twee tenders omgedoopt naar T-1 en T-2.
Naast de tenders had het bedrijf ook korte tijd twee jackups naar een ontwerp dat Robin Shipyard had overgenomen van Engineering Technology Analysts (ETA). De eerste Robray 300 / ETA Robco 300 was de Ednastar die opgeleverd werd in 1977. Deze ging in 1978 aan het werk bij Iran, maar hier kwam een einde aan met de Iraanse Revolutie van 1979. De Ednarina werd direct na oplevering verkocht aan Brazilië.
Het ging voorspoedig met het bedrijf tot de scherpe daling van de olieprijs eind 1985. Robin Loh wilde het bedrijf daarop verkopen, waarop Foramer interesse toonde. Het bod stond Loh echter niet aan en daarop werd Smedvig benaderd, dat uitbreiding in Azië zocht. Hiermee werd in 1986 snel een overeenkomst bereikt.
In 1989 ging het bedrijf door het oog van de naald toen tyfoon Gay door de Golf van Thailand trok. De Seacrest van Great Eastern ging daarbij verloren, waarbij 91 man om het leven kwamen. De T-4 en de T-7 waren daar ook, maar wisten ondanks de nodige schade te overleven.
Onder Smedvig expandeerde Robray verder. Zo werd in 1997 Petrodril overgenomen, waarmee het bedrijf ook in Brunei een voet aan de grond kreeg met de Tiga Kali, daarna T-8 genoemd. Ook verkreeg het zo de eerste semi-boortender, de Pelaut, daarna West Pelaut geheten. Hierna volgde nog een reeks semi-boortenders.
In 2006 werd Smedvig overgenomen door SeaDrill, dat in 2013 een groot deel van de tendervloot verkocht aan SapuraKencana, waarmee de naam Robray verdween.